# Heuweiler

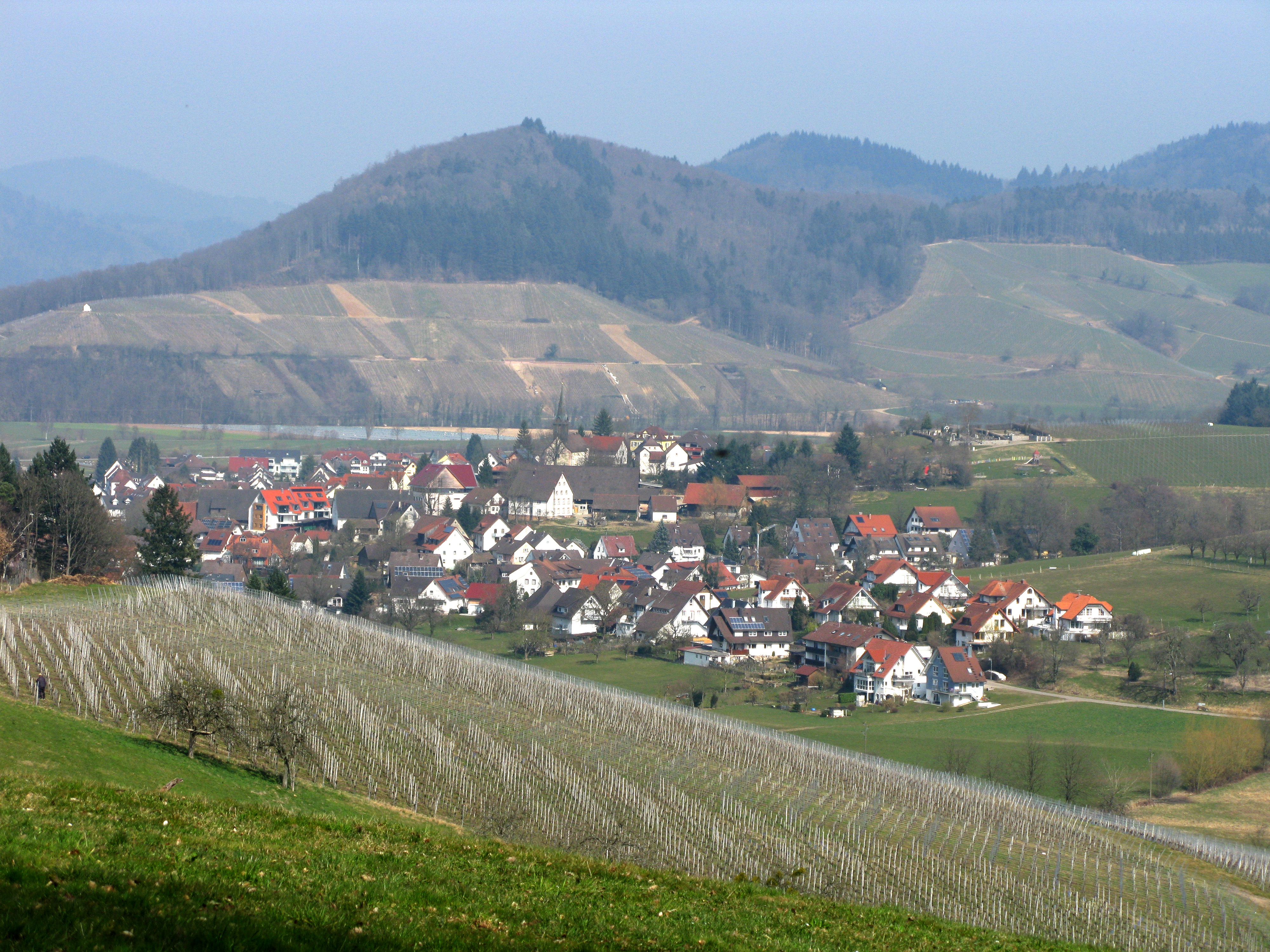
Heuweiler mit Wissereck am Eingang zum Glottertal

Heuweiler ist eine Gemeinde des Landkreises Breisgau-Hochschwarzwald im Süden von Baden-Württemberg nahe Freiburg im Breisgau.
Der Ort hat seinen ursprünglichen, ländlichen Charakter weitgehend erhalten. Während viele Gemeinden in der Umgebung Freiburgs in den letzten Jahrzehnten stark gewachsen sind, vollzog sich in Heuweiler ein langsamer, organischer Wandel.

## Geografie
Heuweiler liegt an der Einmündung des Glottertals in die Rheinebene. Zur Gemeinde gehören das Dorf Vorderheuweiler, der Weiler Hinterheuweiler, der Zinken Neuhäuser und die Höfe Berghäusle und Litzelstahlerhof.
Im Westen grenzt Gundelfingen an Heuweiler, im Osten die Gemeinde Glottertal, beide im Landkreis Breisgau-Hochschwarzwald; die nördliche Nachbargemeinde Denzlingen liegt im Landkreis Emmendingen.
Als Hausberg von Heuweiler gilt der Flissert, der sich aber zu einem nicht unerheblichen Teil auf Denzlinger Gemarkung befindet.

## Geschichte

### Frühe Geschichte
Um 1300, als die Grafen von Freiburg Oberlehnsherren waren, befand sich Heuweiler im Besitz der Herren Küchlin, deren Küchlinshof noch im 16. Jahrhundert ein Zubehör der Küchlinsburg in Waldkirch war.
Seit den Anfängen war die Geschichte des Dorfes eng mit der der Stadt Freiburg verbunden. So hatten etwa die Bauern von Heuweiler Spanndienste für den Transport des Tennenbacher Sandsteins zum Bau des Freiburger Münsters zu leisten. Als Freiburg im Jahr 1368 habsburgisch wurde, ging die Herrschaft auf die Herzöge von Österreich über. Im 15. Jahrhundert hatten auch die Schwarzenberger ortsherrliche Rechte inne. Als deren Herrschaft 1567 verkauft und zur vorderösterreichischen Kameralherrschaft Kastelberg-Schwarzenberg wurde, wurde Heuweiler zur Vogtei. Bis heute erinnern alte Grenzsteine an den Gemarkungsgrenzen an diese Zeit.
1805 wurde Heuweiler (wie auch die Stadt Freiburg) Teil des Großherzogtums Baden. Der Ort gehörte anschließend zunächst zum Bezirksamt Waldkirch, dann ab 1936 zum Bezirksamt Freiburg.

### Religionen
Die Pfarrkirche wird erstmals 1275 urkundlich erwähnt. Sie ist dem Heiligen Remigius geweiht. Heuweiler blieb bis in die jüngste Zeit ein vorwiegend katholisches Dorf. Erst seit dem Zuzug in den letzten Jahrzehnten sind im Dorf auch Einwohner mit anderen Bekenntnissen anzutreffen. Die evangelischen Christen gehören zur Evangelischen Kirchengemeinde Denzlingen.

### Einwohnerentwicklung
| Jahr | Einwohner |
| ---- | --------- |
| 1852 | 327       |
| 1875 | 409       |
| 1900 | 363       |
| 1933 | 363       |
| 1950 | 525       |

| Jahr | Einwohner |
| ---- | --------- |
| 1960 | 612       |
| 1970 | 698       |
| 1980 | 806       |
| 1987 | 817       |
| 1990 | 932       |

| Jahr | Einwohner |
| ---- | --------- |
| 1995 | 997       |
| 2000 | 1010      |
| 2005 | 1006      |
| 2010 | 1067      |
| 2015 | 1143      |
| 2020 | 1121      |

## Politik

### Gemeinderat
Die Kommunalwahl am 9. Juni 2024 führte bei einer Wahlbeteiligung von 74,9 % zu folgendem Ergebnis:
| Partei oder Wählervereinigung | 2024   | 2024   | 2019   | 2019   |
| Partei oder Wählervereinigung | %      | Sitze  | %      | Sitze  |
| Neue Liste                    | 39,0 % | 4      | 42,4 % | 4      |
| Freie Wähler                  | 31,2 % | 3      | 31,7 % | 3      |
| Frauenliste Heuweiler         | 29,8 % | 3      | 26,0 % | 3      |
| Wahlbeteiligung               | 78,7 % | 78,7 % | 74,9 % | 74,9 % |

### Bürgermeister
Heuweiler hat einen ehrenamtlichen Bürgermeister. Reinhard Bentler, dessen Amtszeit am 31. Juli 2015 endete, hatte über 32 Jahre als Bürgermeister beide Gemeinden – Gundelfingen und Heuweiler – geleitet. Auch sein am 3. Mai 2015 gewählter Nachfolger, Raphael Walz, setzt diese Tradition fort und steht seit dem 1. August 2015 beiden Gemeinden der Verwaltungsgemeinschaft als Bürgermeister vor.

### Verwaltungsgemeinschaft
Heuweiler ist eine der kleinsten selbständigen Gemeinden des Landkreises Breisgau-Hochschwarzwald. Die Selbständigkeit konnte durch eine Verwaltungsgemeinschaft mit der benachbarten Gemeinde Gundelfingen bewahrt werden.

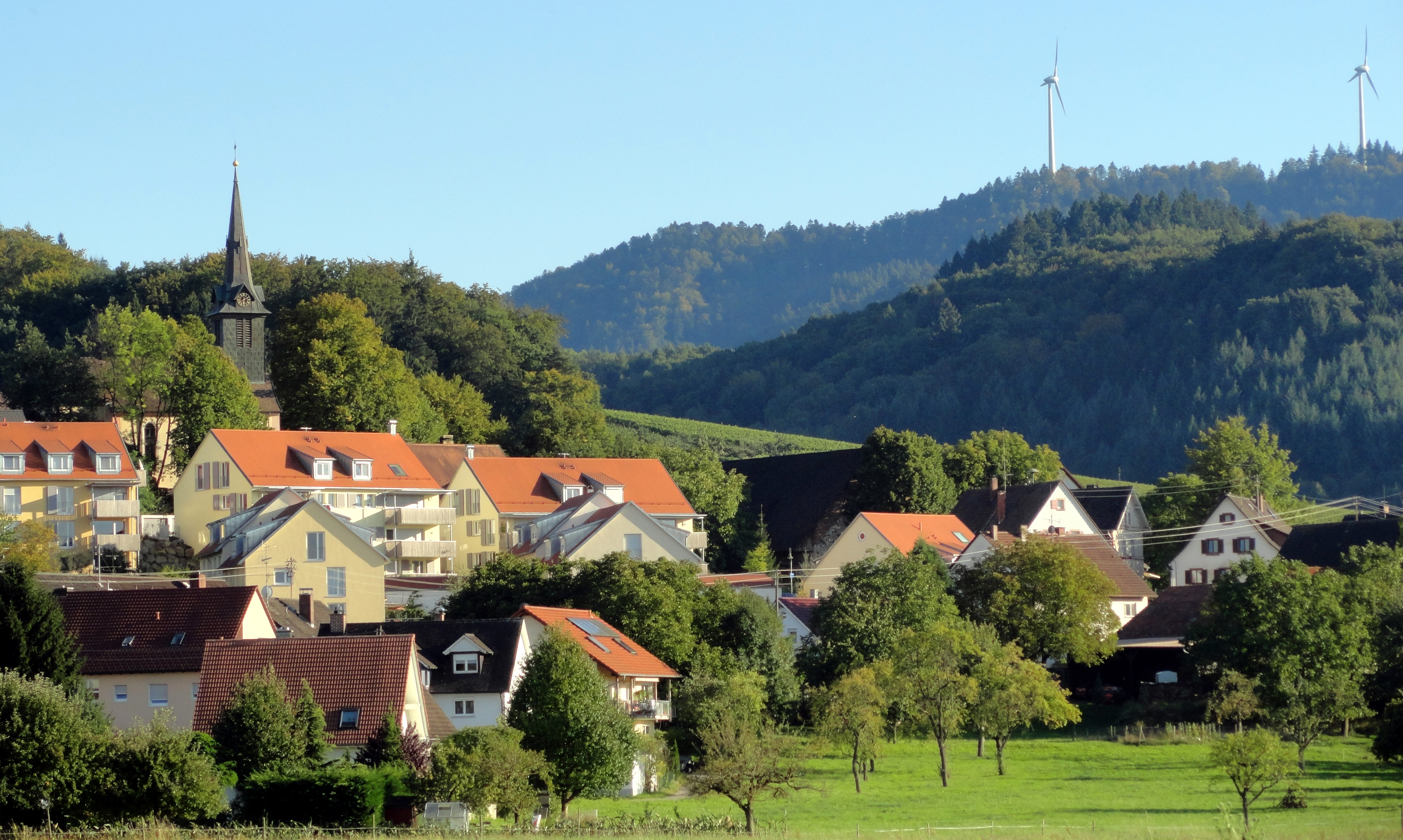
Heuweiler, im Hintergrund die Windräder auf dem Roßkopf

### Wappen
Das Ortswappen zeigt eine mit Rechen gekreuzte Heugabel. Dennoch hat der Ortsname nichts mit Heu zu tun, sondern ist die schriftdeutsche Form des alten Namens Hainwiller, also „Weiler im Hain“ oder „Hau“ (geschlagener Wald).

## Wirtschaft und Infrastruktur

### Wirtschaft
Heuweiler war ursprünglich vorwiegend landwirtschaftlich geprägt. Heute existieren nur noch wenige Vollerwerbsbetriebe und eine kleine Zahl selbständiger Handwerksbetriebe. Tourismus und Gastronomie konnten sich dagegen gut entwickeln. Ein Großteil der Einwohner pendelt jedoch nach Freiburg oder eine der Umlandgemeinden zur Arbeit.

### Verkehr
Unweit von Heuweiler liegen die gut ausgebauten Bundesstraßen 3 und 294 in Richtung Emmendingen bzw. Freudenstadt oder Richtung Freiburg mit Anschluss an die A5. Über die Landesstraße 112 von Denzlingen durchs Glottertal nach St. Peter ist Heuweiler mit der Linie 7205 der Südbadenbus GmbH im Norden an den ÖPNV angebunden. Neben einer Mitfahraktion, einem Netzwerk für spontane und geplante Fahrgemeinschaften, das seit 2016 existiert, gibt es auch eine Mitfahrbank am südlichen Ortsausgang Richtung Gundelfingen und Freiburg.

### Schulen
Eine Außenstelle der Johann-Peter-Hebel-Grundschule Gundelfingen befindet sich in Heuweiler. Weiterführende Schulen befinden sich in Denzlingen, Gundelfingen und Freiburg.

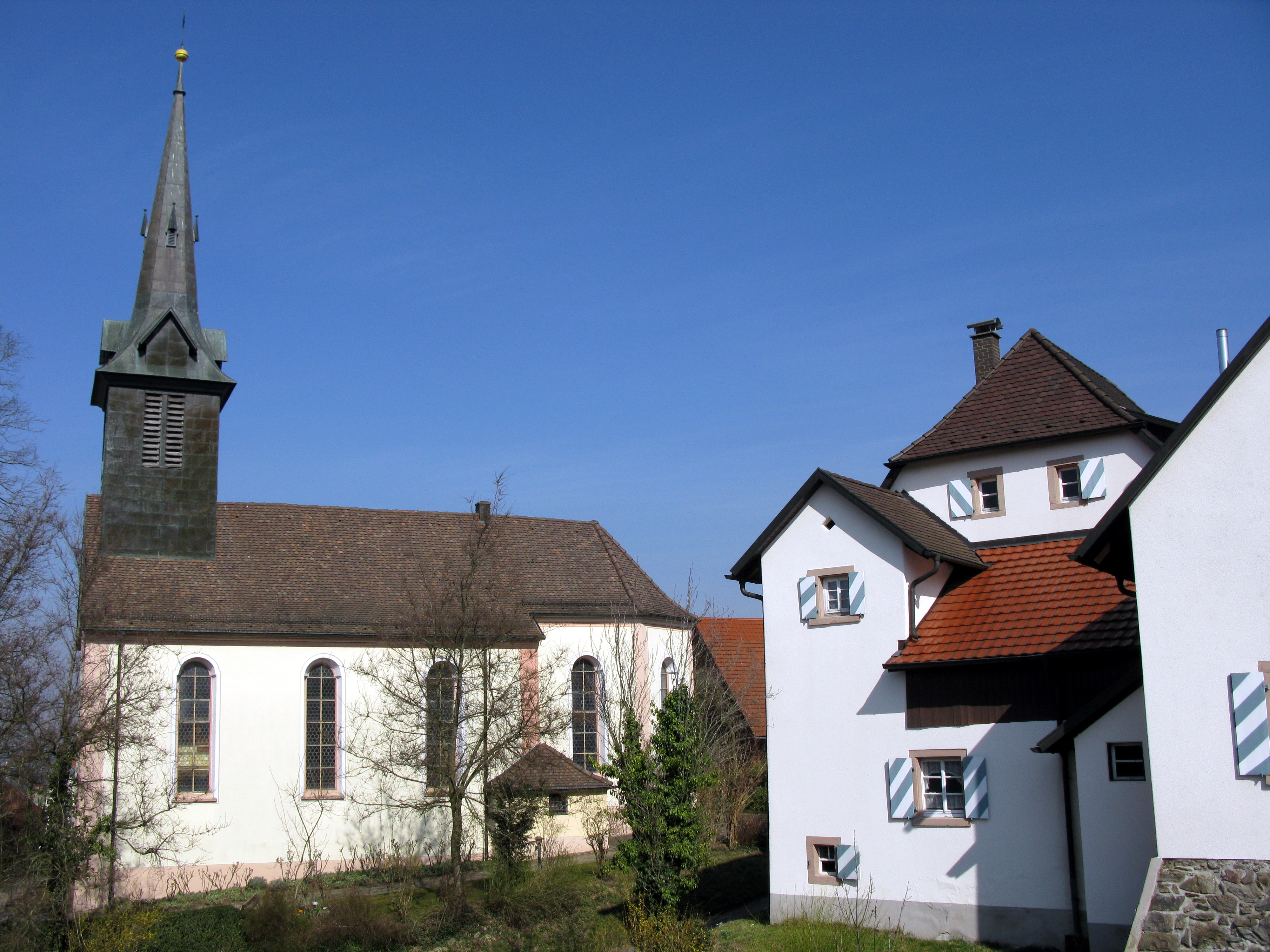
St. Remigius

## Kultur und Sehenswürdigkeiten
Sehenswert ist die von weitem sichtbare Barockkirche St. Remigius von 1750 mit ihren zwei wertvollen Altargemälden.

## Persönlichkeiten
- Joseph Dettlinger (1865–1937), Bildhauer, wurde in Heuweiler geboren